# Chinecherem Nnamdi
Chinecherem Prosper Nnamdi (* 12. Juli 2002 in Awka) ist ein nigerianischer Leichtathlet, der sich auf den Speerwurf spezialisiert hat und in dieser Disziplin den Landesrekord innehat. 2024 siegte er bei den Afrikaspielen in Acra.

## Sportliche Laufbahn
Erste internationale Erfahrungen sammelte Chinecherem Nnamdi bei den Afrikanischen Jugendspielen 2018 in Algier, bei denen er mit dem 700-g-Speer mit einer Weite von 58,71 m den fünften Platz belegte. Im Jahr darauf siegte er bei den Jugendafrikameisterschaften in Abidjan mit neuem Meisterschaftsrekord von 74,71 m. Anschließend nahm er erstmals an den Afrikaspielen in Rabat teil und gewann dort mit 73,24 m die Bronzemedaille hinter den beiden Kenianern Julius Yego und Alexander Kiprotich. 2021 gewann er bei den U20-Weltmeisterschaften in Nairobi mit 74,48 m die Bronzemedaille. Daraufhin begann er ein Studium an der Baylor University in den Vereinigten Staaten und im Jahr darauf gelangte er bei den Commonwealth Games in Birmingham mit 76,46 m auf Rang neun. 2024 siegte er bei den Afrikaspielen in Accra mit neuem Landesrekord von 82,80 m. Im Juni gewann er bei den Afrikameisterschaften in Douala mit 79,22 m die Silbermedaille hinter dem Kenianer Julius Yego. Im August verpasste er bei den Olympischen Sommerspielen in Paris mit 77,53 m den Finaleinzug.
In den Jahren 2021, 2022 und 2024 wurde Nnamdi nigerianischer Meister im Speerwurf.